# Shikabe
Shikabe (鹿部町, Shikabe-chō) est un bourg du district de Kayabe, situé dans la sous-préfecture d'Oshima, sur l'île de Hokkaidō, au Japon. Au 31 mars 2015, la population de Shikabe s'élevait à 4 182 habitants répartis sur une superficie de 110,64 km2.
Le nom Shikabe dérive du mot aïnou sikerpe (« endroit avec l'arbre au liège »).

## Géographie
Shikabe est situé au sud-est du stratovolcan Hokkaido Koma-ga-take, dans le nord-est de la péninsule d'Oshima (sud d'Hokkaidō).
À proximité se trouvent des sources chaudes, et notamment le geyser de Shikabe, l'un des geysers les plus connus du Japon.